# Henricus Gabriel van Gameren

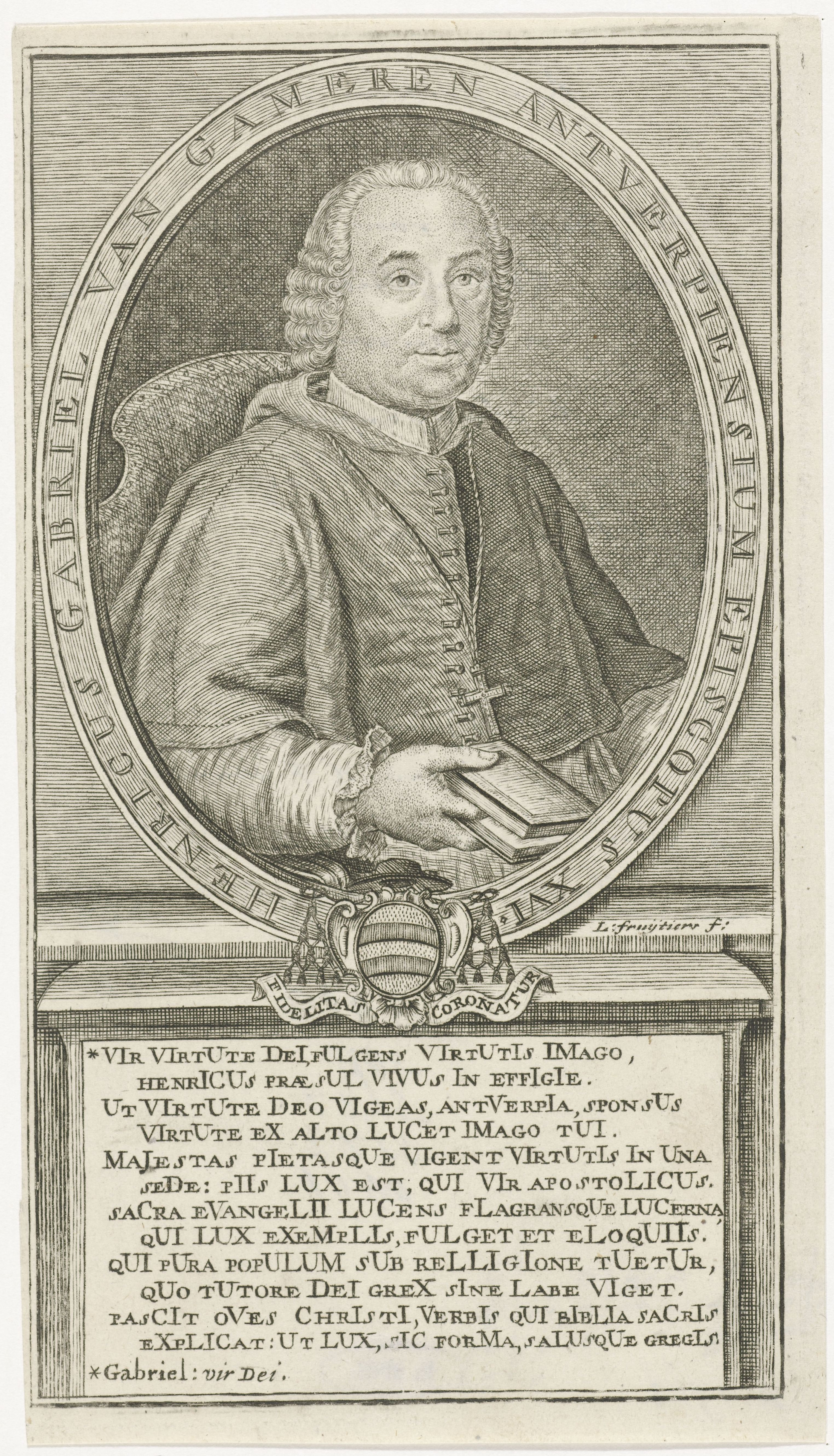
portret met Wapenschild en chronogram door Lodewijk Joseph Fruytiers

Henricus Gabriel van Gameren (Zaventem, 28 mei 1700 - 26 januari 1775) was de 16e bisschop van Antwerpen.
Hij is in 1700 geboren uit een voornaam geslacht. Rond 1724 werd hij tot priester gewijd. Hij studeerde aan de universiteit van Leuven en was daar ook rector. In 1758 werd hij aangeduid als nieuwe bisschop van het bisdom Antwerpen als opvolger van de overleden Dominicus de Gentis. Het jaar erop werd hij tot bisschop gewijd. Hij nam als motto "Fidelitas Coronatur"; zijn wapenschild was goud met twee fazen van keel. In 1759 werd hij ook aangesteld als apostolisch vicaris voor 's-Hertogenbosch. Hij oefende deze beide ambten uit tot zijn dood. Hij stierf in 1775 na een langdurige ziekte.